# レオポン
レオポン (leopon) とはヒョウの父親とライオンの母親から生まれた雑種である。頭はライオンに、体はヒョウに似る。レオポンは、ヒョウの英語名「leopard」と「lion」の混成語 (英語における発音は「レポン」に近い)。一般にこのような場合、父親の英名の前半部分と母親の英名の後半部分をつないで名前をつけることが慣例となっている。

## 誕生の経緯
最初のレオポンは1910年にインドマハラシュトラ州のコラプールで誕生した。2匹が生まれ、うち1匹は2か月半で死亡した。その後、1959年に兵庫県西宮市の甲子園阪神パークで出産に成功。ドイツハンブルクのハーゲンベック動物園、またイタリアでも誕生した。
これらの例はヒョウとライオンを幼い時からいっしょに育て、交尾に際しては精神安定剤を与えるなどして辛うじて成功したものである。自然界においては、ヒョウとライオンは生息地域こそ重なっているものの少なくとも頻繁に交尾することはない。
基本的に「種」の分類は生理的分離、繁殖隔離や生態隔離などを根拠として定義づけられている。レオポンが誕生したことは、両種の間に生理的に交配が成立しないような仕組みがないことを意味しているが、他の異種間交配の動物（ラバなど）と同様にレオポンも生殖能力が低い一代雑種とされている。よって（仮に自然界での交雑が一般的なものであっても）生殖的隔離は成立している。
こういった交雑は自然の摂理に反するとの批判もあり、レオポンを誕生させる試みは行われなくなった。ただ、交雑の現象やその結果については生物学的に重要な事項という見方もある。

## 日本のレオポン
阪神パークでのレオポン計画は日本で最も成功した例である。
ヒョウの「甲子雄」（かねお）を父親、ライオンの「園子」（そのこ）を母親として1959年11月3日に最初の2頭が誕生した。兄は「レオ吉」、妹は「ポン子」と名づけられた。
1961年6月29日に3頭の兄弟が誕生し「ジョニー」「チェリー」「ディジー」と名づけられた。
1967年頃、トラの父親とレオポンの「ディジー」から「タイポン」をつくる計画があったが、レオポンの生殖能力の低さなどから実現しなかった。
1970年に「ディジー」が婦人病、1974年に「ポン子」が肝硬変、1977年に「レオ吉」が老衰、「チェリー」が腸の癌でそれぞれ死亡。
最後に残った雄の「ジョニー」が1985年7月19日に老衰で死亡後、5頭すべてが剥製となって阪神パーク閉園まで展示された。
阪神パーク閉園後、「レオ吉」と「ポン子」は天王寺動物園、「チェリー」と「ディジー」は国立科学博物館にそれぞれ引き取られた。「ジョニー」だけは西宮市の管理となり、市営リゾート施設のリゾ鳴尾浜に引き取られた。
リゾ鳴尾浜では2004年春から「ジョニー」の剥製を施設入口付近で展示していた。しかし、2020年、新型コロナウイルス感染症の感染拡大による臨時休業や利用者減少によりリゾ鳴尾浜は廃業となり、「ジョニー」の剥製について西宮市では保存展示場所を検討している。